# Плюгюффан
Плюгюффан (фр. Pluguffan) — коммуна на северо-западе Франции, находится в регионе Бретань, департамент Финистер, округ Кемпер, кантон Кемпер-1. Пригород Кемпера, примыкает к нему с юго-запада. На территории коммуны расположен аэропорт Кемпер Корнуай.
Население (2019) — 4 179 человек. 

## Достопримечательности
- Церковь Сен-Кюфан
- Часовня Нотр-дам XVII века

## Экономика
Структура занятости населения:
- сельское хозяйство — 2,1 %
- промышленность — 15,0 %
- строительство — 13,4 %
- торговля, транспорт и сфера услуг — 49,8 %
- государственные и муниципальные службы — 19,7 %

Уровень безработицы (2018) — 9,9 % (Франция в целом —  13,4 %, департамент Финистер — 12,1 %). 

Среднегодовой доход на 1 человека, евро (2018) — 22 420 (Франция в целом — 21 730, департамент Финистер — 21 970).

## Демография
Динамика численности населения, чел.

## Администрация
Пост мэра Плюгюффана с 2014 года занимает Ален Декуршель (Alain Decourchelle).  На муниципальных выборах 2020 года возглавляемый им центристский список победил в 1-м туре, получив 52,27 % голосов (из трёх списков). 
| Период | Период | Фамилия        | Партия                             | Примечания |
| ------ | ------ | -------------- | ---------------------------------- | ---------- |
| 1947   | 1972   | Рене Коаду     |                                    |            |
| 1972   | 1977   | Луи Коаду      |                                    |            |
| 1977   | 2001   | Франсуа Кюзон  | Объединение в поддержку Республики |            |
| 2001   | 2008   | Анни Кераскуэ  | Социалистическая партия            |            |
| 2008   | 2014   | Доминик Клозье | Социалистическая партия            | геодезист  |
| 2014   |        | Ален Декуршель | Разные правые Вперёд, Республика!  | мененджер  |